# Hair (Lady Gaga)
Hair è un singolo promozionale della cantante statunitense Lady Gaga, estratto dal secondo album in studio Born This Way e pubblicato il 16 maggio 2011.
Secondo Gaga, la melodia di Hair richiama i lavori di gruppi heavy metal come i KISS e gli Iron Maiden e, secondo quanto confermato dalla stessa, è stata ispirata da Bruce Springsteen. L'idea della canzone risale a quando la cantante era una ragazza e i suoi genitori la costringevano a vestirsi e presentarsi in un modo che non la rappresentava.
Il brano è entrato alla quinta posizione della classifica digitale statunitense vendendo 147 000 copie nella sua prima settimana.

## Descrizione

Lady Gaga canta Hair a Good Morning America nel 2011.

Il titolo del brano è stato annunciato nel mese di febbraio 2011 in un'intervista concessa al mensile Vogue. Fernando Garibay, coproduttore dell'album, raccontò che RedOne e Lady Gaga, autori di testo e musica di Hair nonché produttori dello stesso, condividessero una forte alchimia, perciò decise di non parlare del brano dicendo: «mi piacerebbe che entrambi esprimessero il significato del brano e cosa rappresenti esso per loro». Durante il Graham Norton Show, Gaga chiarì il significato del brano in cui i suoi capelli sono associati all'ansia di libertà e come essi siano l'unica parte del corpo che è libera di cambiare senza che nessuno la giudichi. Lady Gaga espose ulteriormente il significato del brano postando un video sul proprio account di Twitter: 
In un primo momento, Hair avrebbe dovuto essere estratto come secondo singolo promozionale da Born This Way, dopo The Edge of Glory pubblicato il 16 maggio 2011. Ma, dopo la sua uscita nei negozi digitali, The Edge of Glory ha cominciato a vendere un buon numero di copie digitali, spingendo Gaga a sceglierlo come terzo singolo ufficiale di Born This Way.
Gaga ha mostrato lo sfondo artistico della copertina il 13 maggio 2011 sul proprio account di Twitter. Su uno sfondo in bianco e nero, si staglia una Lady Gaga riversa sul pavimento con capelli rosa e un costume attillato nero. Caratteristico è il colore rosa che tinge sia i capelli sia la scritta Hair. Lo scatto è opera del fotografo Nick Knight.

## Produzione
Durante un'intervista con Ryan Seacrest nello spettacolo radiofonico On Air with Ryan Seacrest, Lady Gaga descrisse Hair come un brano up-tempo da discoteca che rende omaggio a Bruce Springsteen. Ha raccontato inoltre che in esso Clarence Clemons suona il sassofono. Il brano risente di influssi esercitati dai gruppi metal Kiss e Iron Maiden. Lady Gaga ha poi rivelato una parte del testo nello stesso programma: This is my prayer, that I'll die living just as free as my hair e ha raccontato che Hair si è ricoperto di fascino quando il suono del sassofono fu giustapposto sulla melodia dance.
Clemons, intervistato da Rolling Stone, ha raccontato che nel mese di gennaio 2011 mentre faceva esercizi nella sua casa in Florida, sua moglie venne a dirgli che i produttori di Lady Gaga lo volevano al telefono per chiedergli di suonare nel nuovo album della cantante.

## Tracce
1. Hair – 5:08

## Successo commerciale
"Hair", nonostante fosse un singolo promozionale ebbe un ottimo successo. Nel Regno Unito entrò al tredicesimo posto dei cento singoli più venduti e sopravvisse per due settimane prima di essere spinta fuori dalla classifica. Al suo ingresso, le prime venti posizioni mantenevano altri tre singoli della pop star, The Edge of Glory, Judas e Born This Way, il che ha tramutato Lady Gaga nella seconda artista musicale a spopolare in Regno Unito portando ben quattro singoli contemporaneamente nelle prime venti posizioni, a distanza del 1955 con Ruby Murray. Negli Stati Uniti, vendette 147 000 copie arrivando al quinto posto nella Digital Songs. Spinto dalle vendite digitali, Hair esordì al dodicesimo posto dei cento più venduti degli Stati Uniti, il debutto più alto della settimana. In Canada vendette 15 000 copie digitali esordendo invece all'undicesimo posto. In Italia è arrivato in quinta posizione sbaragliando il singolo The Edge of Glory.

## Classifiche
| Classifica (2011) | Posizione massima |
| ----------------- | ----------------- |
| Australia         | 20                |
| Belgio (Fiandre)  | 19                |
| Belgio (Vallonia) | 11                |
| Canada            | 11                |
| Danimarca         | 29                |
| Francia           | 16                |
| Irlanda           | 14                |
| Italia            | 5                 |
| Norvegia          | 5                 |
| Nuova Zelanda     | 9                 |
| Paesi Bassi       | 15                |
| Regno Unito       | 13                |
| Spagna            | 9                 |
| Stati Uniti       | 12                |